# Emmanuel Farhi
Emmanuel Farhi (* 8. September 1978 in Paris; † 23. Juli 2020 in Cambridge; Massachusetts, USA) war ein französischer Ökonom (Makroökonomie, Finanzwissenschaft) und Hochschullehrer an der Harvard University.

## Werdegang
Farhi besuchte das Lycée Louis-le-Grand in Paris und bestand 1997 als Bester die landesweite Aufnahmeprüfung zur École polytechnique, nachdem er schon 1994 als Bester in Physik abschnitt.
Er studierte dann Mathematik an der École normale supérieure, mit dem Abschluss der Agrégation als Zweitbester und erhielt 2001 die Zulassung am Corps des Mines. Danach setzte er sein Studium am Massachusetts Institute of Technology fort, an dem er 2006 promoviert wurde. Im selben Jahr wurde er Assistant Professor an der Harvard University, mit voller Professur ab 2010. Er war zuletzt Robert C. Waggoner Professor.
Er forschte insbesondere über die Stabilität des Finanzsystems und die Reform des internationalen Währungssystems, über globale Ungleichgewichte, Geld- und Finanzpolitik und Besteuerung.
2009 erhielt er den Germán-Bernácer-Preis, 2011 den Mallinvaud-Preis und 2013 den Prix du meilleur jeune économiste de France. 2010 bis 2012 war er im Wirtschaftsberatungsgremium (Conseil d’Analyse Economique) des französischen Premierministers.
Er gehörte zu den 25 hoffnungsvollen Nachwuchsökonomen, die der International Monetary Fund 2014 auswählte. 2013 erhielt er den Preis der  Banque de France und Toulouse School of Economics in Makroökonomie und Finanzwesen.
Farhi starb im Juli 2020 „unerwartet“ im Alter von nur 41 Jahren.